# Hydrophyllum capitatum
Hydrophyllum capitatum är en strävbladig växtart som beskrevs av David Douglas och George Bentham. Hydrophyllum capitatum ingår i släktet indiankålssläktet, och familjen strävbladiga växter.

## Underarter
Arten delas in i följande underarter:
- H. c. alpinum
- H. c. thompsonii

## Bildgalleri

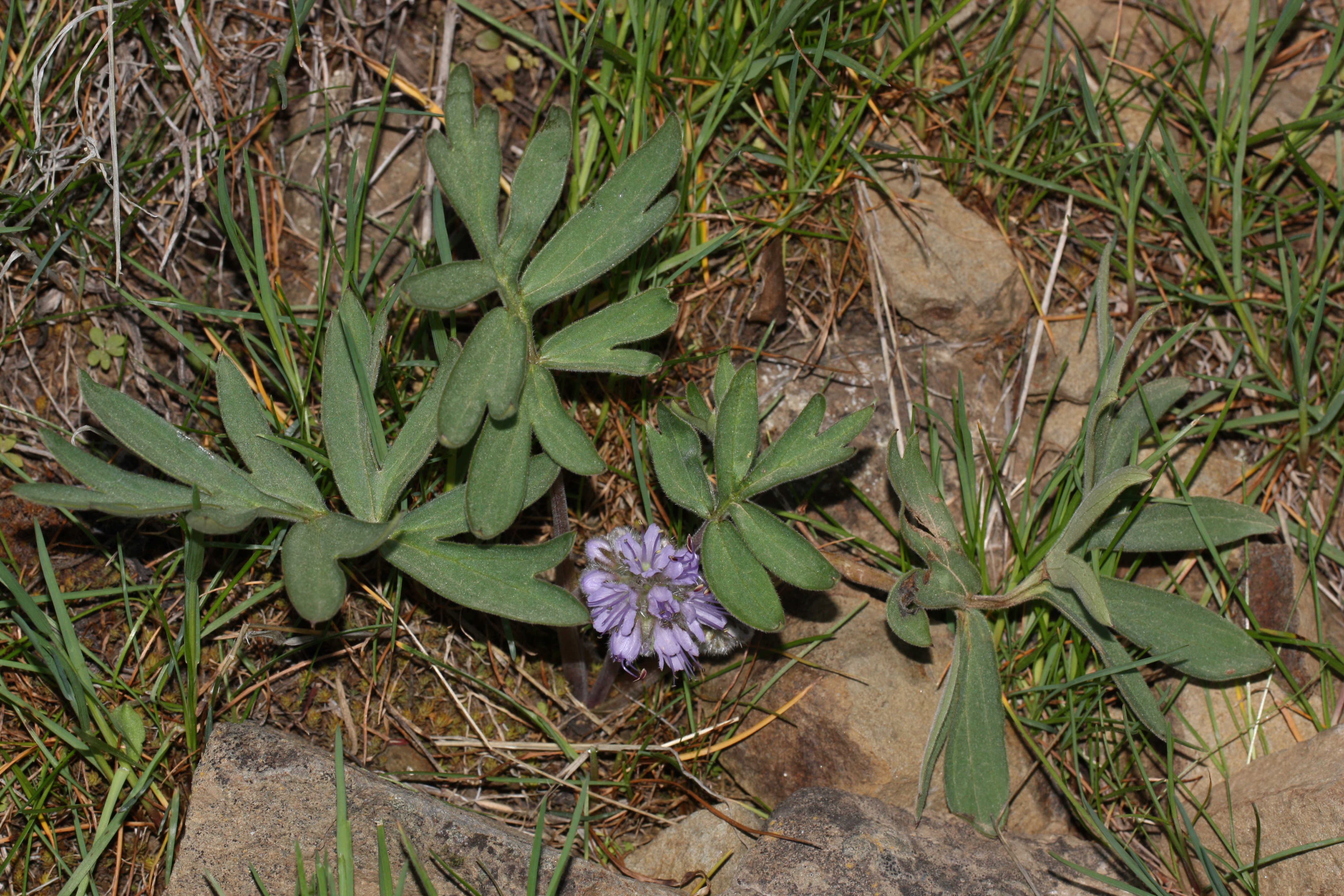
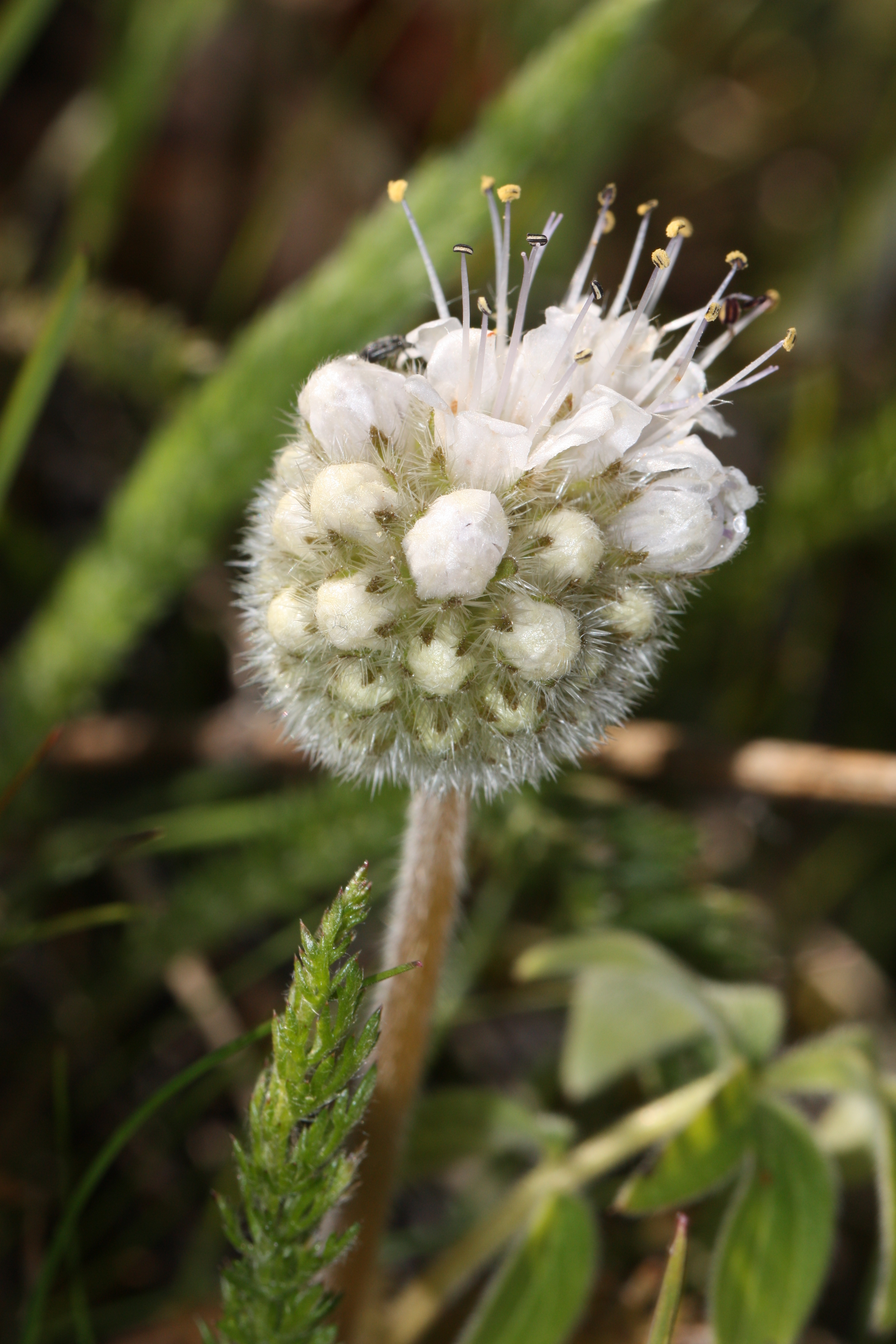
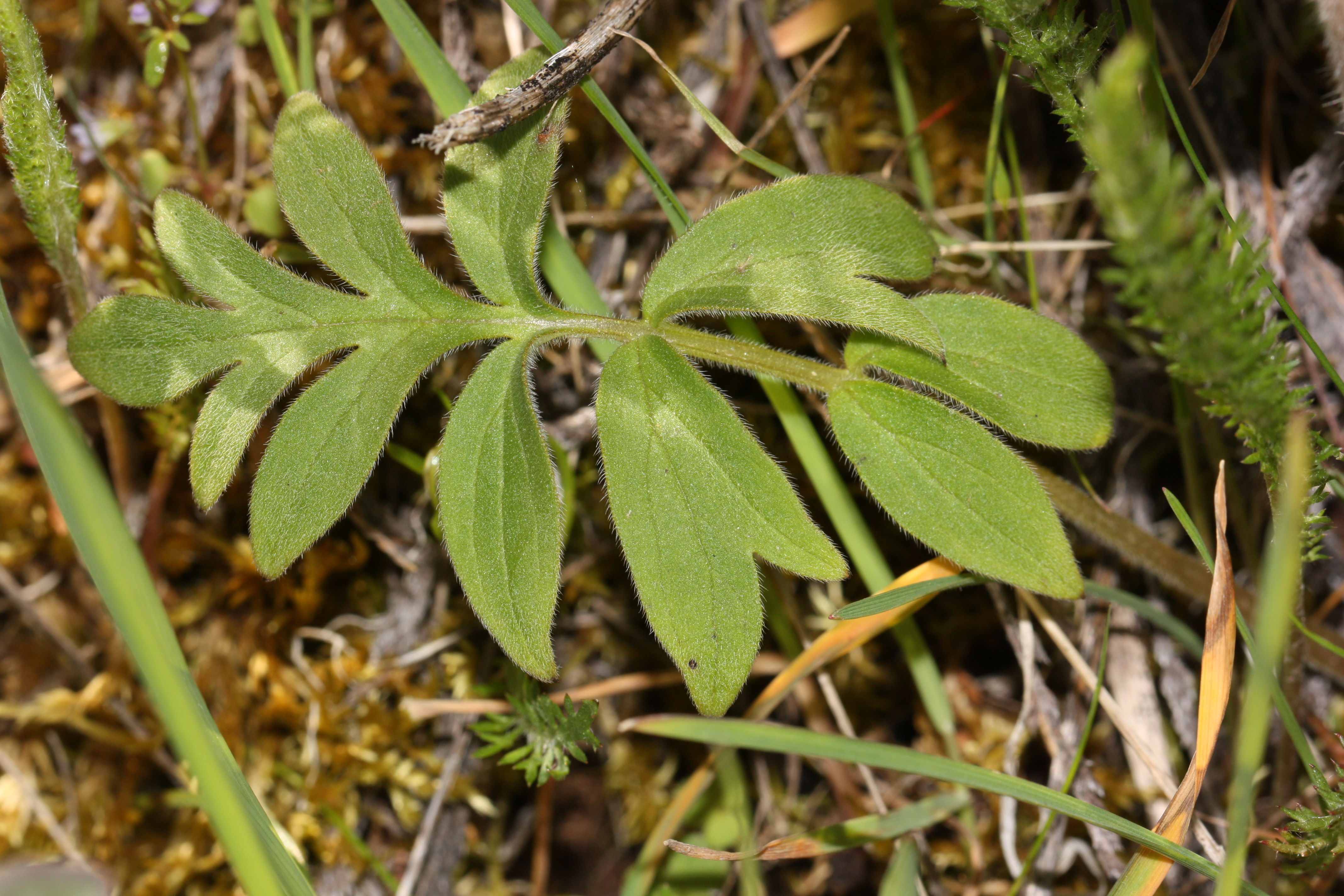
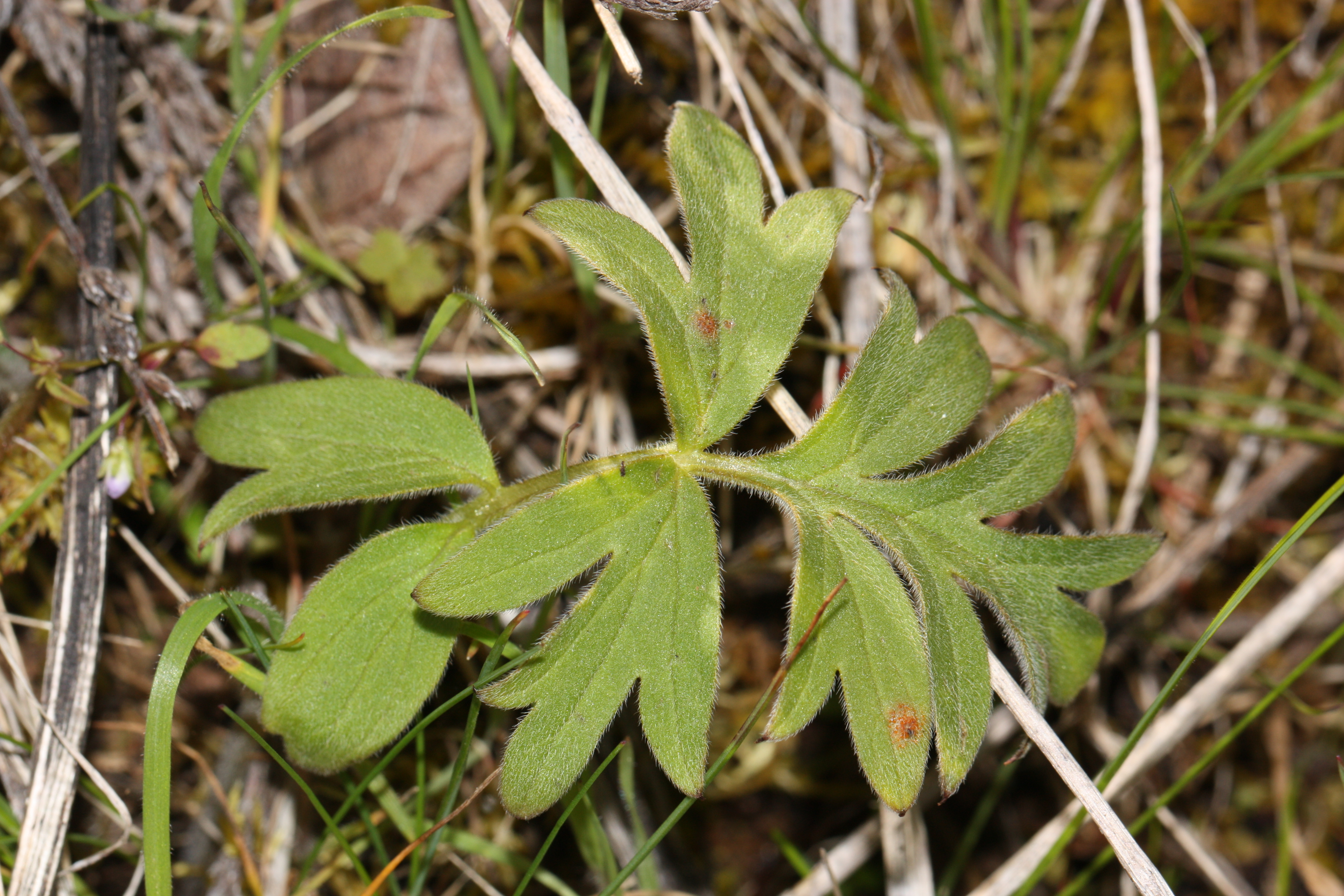
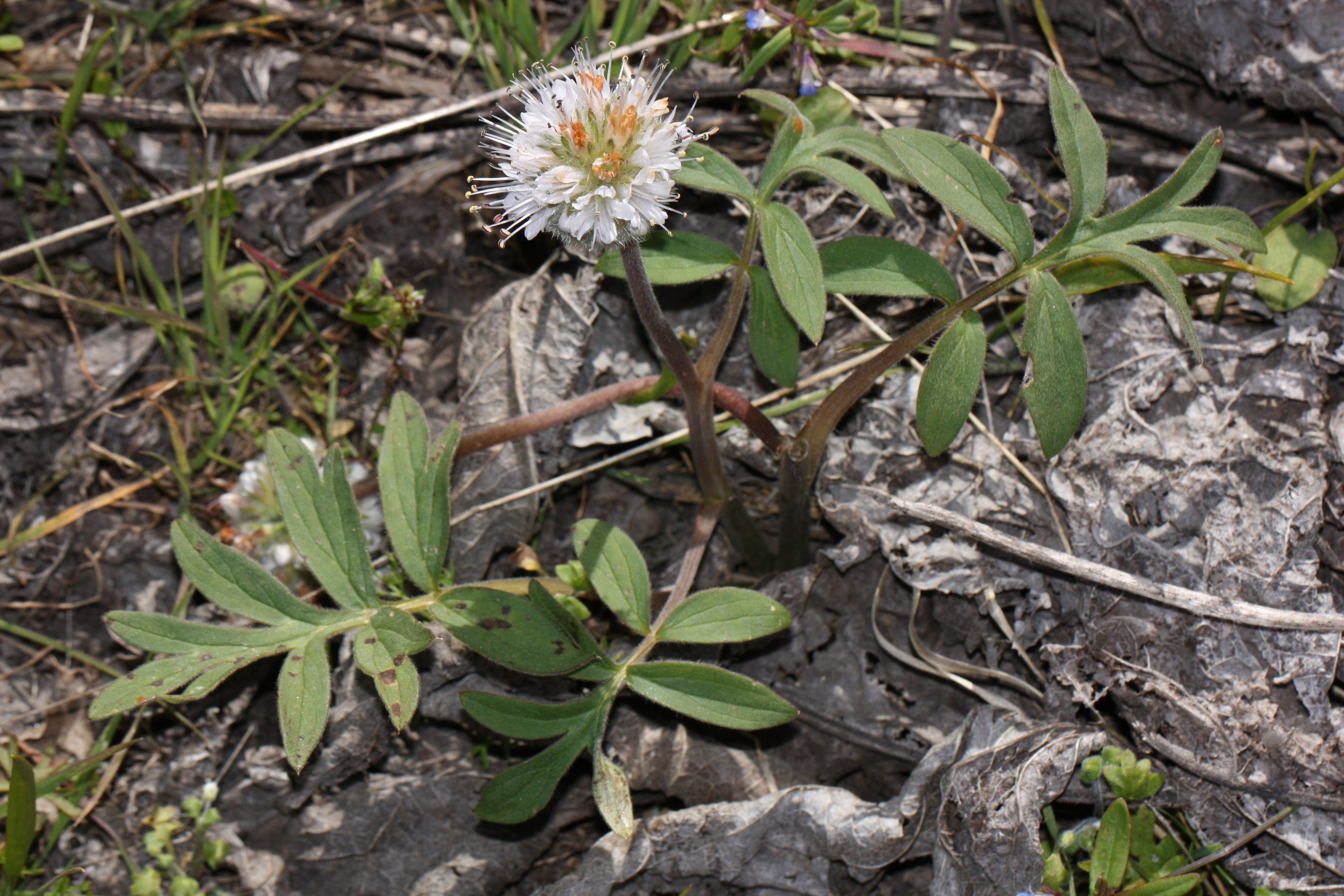
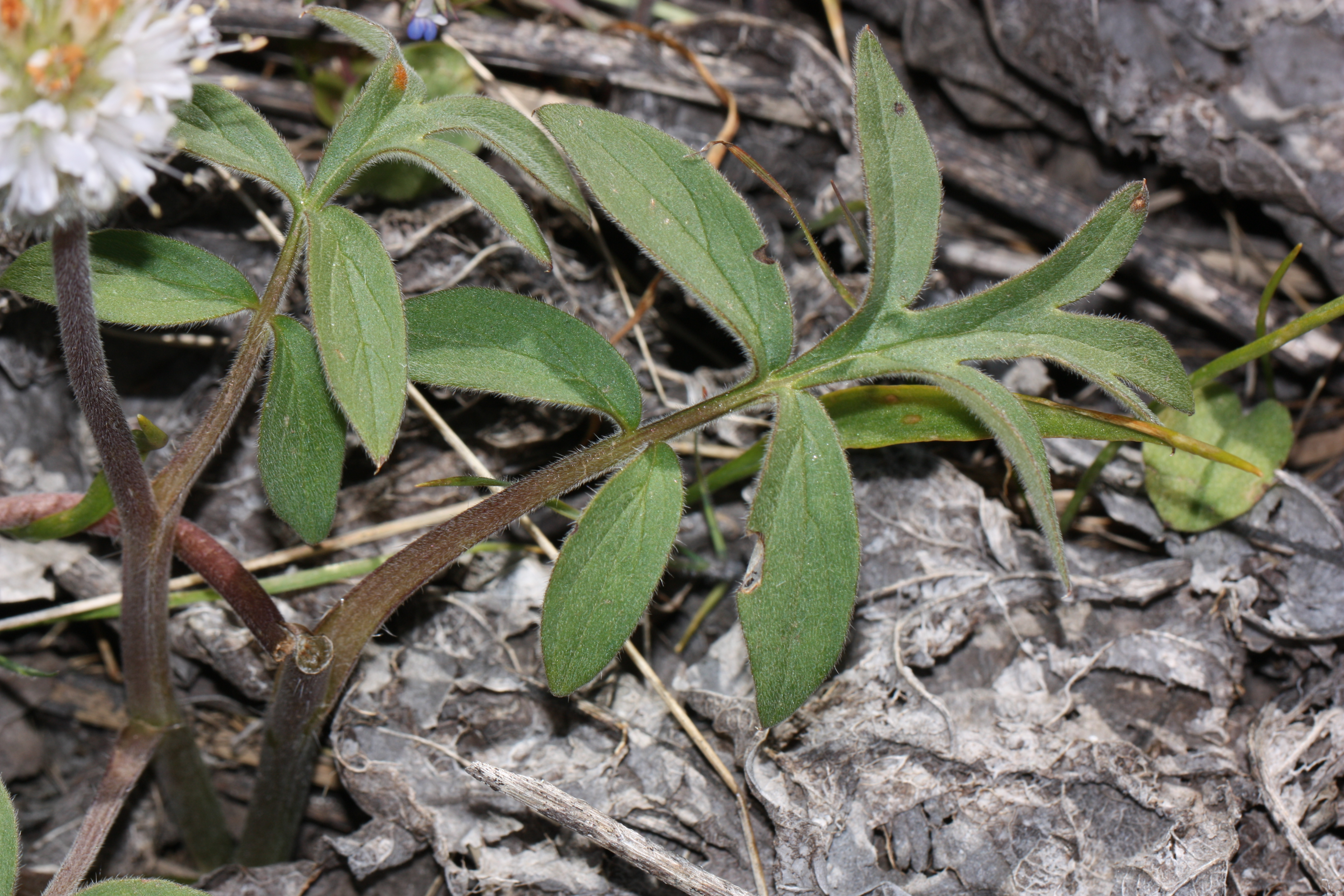